# Caspar Krüger
Caspar Krüger (* 13. Juni 1899 in Neheim; † 30. Juni 1984 in Arnsberg) war ein deutscher Politiker der CDU.

## Leben
Krüger machte eine Lehre zum Schreiner, bevor er 1917 und 1918 im Ersten Weltkrieg kämpfte. In der Folgezeit arbeitete er in seinem erlernten Beruf und ab 1939 in der Metallindustrie. Er war ab 1919 im katholischen Holzarbeiterverband organisiert, wo er 1927 Vorsitzender der Ortsgruppe Neheim wurde. Nach dem Zweiten Weltkrieg war Krüger einer der Gründer der Kriegsopferorganisation, der er auch schon nach dem Ersten Weltkrieg angehört hatte, die aber nun neu gegründet werden musste. Krüger starb 1984, sein Nachlass wird im Hauptstaatsarchiv Nordrhein-Westfalens in Düsseldorf aufbewahrt.

## Politik
Im Jahr 1925 trat Krüger dem Zentrum bei, für das er ab 1928 in Neheim Stadtverordneter war. Im Jahr 1933 wurde Krüger von allen Ämtern enthoben. Er trat 1947 der CDU bei, die er ab 1956 im Kreistag Arnsberg vertrat. Am 15. Dezember 1958 rückte Krüger für den verstorbenen Abgeordneten Josef Gockeln in den Deutschen Bundestag. Er engagierte sich in den Ausschüssen für Kriegsopfer- und Heimkehrerfragen und für Wiedergutmachung. Bei der Bundestagswahl 1961 konnte er sein Mandat nicht verteidigen. 
Nachdem 1965 der Landtagsabgeordnete Heinrich Wilper in den Bundestag gewählt worden war, rückte Krüger am 18. Oktober für ihn in den Landtag von Nordrhein-Westfalen nach. Er gehörte dem Landtag bis zur Neuwahl 1966 an.